# Tiamat

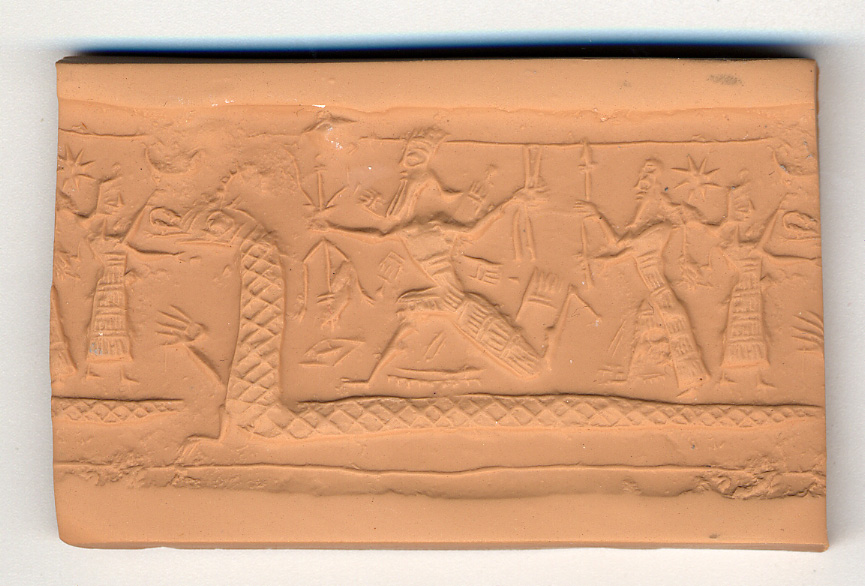
Representación babilónica de Tiamat en el Museo Británico.

Tiamat es la deidad primordial del "mar salado" perteneciente a la mitología babilónica, también asociada a un monstruo primordial del caos mencionada en el poema épico Enûma Elish. Ti significa vida y ama, madre. Respecto a su apariencia, esta diosa suele ser identificada con la apariencia de una gigantesca serpiente o dragón marino.
En la religión de la antigua Babilonia, Tiamat es una diosa primordial del mar salado, que se une con Abzû, el dios primordial del "agua dulce" cósmica, formando un "océano cósmico", para producir así a dioses más jóvenes. 
Ella es el símbolo del caos de la creación primordial. Se la conoce como mujer y se la describe como la reluciente. Se sugiere que hay dos partes en los mitos de Tiamat, la primera en la que Tiamat es una diosa creadora, a través de un matrimonio sagrado entre sal y agua dulce, creando pacíficamente el cosmos a través de generaciones sucesivas. En la segunda, llamada por los antropólogos alemanes Chaoskampf, Tiamat se considera la encarnación monstruosa del caos primordial. Hijos de Tiamat y Apsu fueron: Ansar, Gaga, Kingu, Kisar, Lahamu, Lahmu y Mummu.
En Enûma Elish, la epopeya babilónica de la creación, da a luz a la primera generación de deidades; su esposo, Apsu, suponiendo correctamente que planean matarlo y usurpar su trono, les hace la guerra y es asesinado. Enfurecida, Tiamat lucha contra los asesinos de su marido, tomando la forma de un enorme dragón marino. Luego es asesinada por Marduk, el dios de la tormenta e hijo de Enki, pero no antes de haber ella traído a los monstruos del panteón mesopotámico, incluidos los primeros dragones, cuyos cuerpos llenó con "veneno en lugar de sangre". Marduk luego forma los cielos y la Tierra a partir de su cuerpo dividido. Entre estos once hijos monstruosos se cuentan a:
- Bašmu (‘serpiente venenosa’), una de las serpientes cornudas; tiene dos patas delanteras y alas y es equivalente a la Hidra de Lerna.
- Ušumgallu (‘gran dragón’), una de las serpientes cornudas; es un dragón con cabeza de león.
- Mušmaḫḫū (‘serpiente exaltada’), una de las serpientes cornudas; es un híbrido entre serpiente, león y pájaro. Identificado con la serpiente de siete cabezas que mató Ninurta.
- Mušḫuššu (‘serpiente furiosa’), un animal escamoso híbrido, con patas traseras parecidas a las garras de un águila, patas delanteras parecidas a las de un león, cuello y cola largos, dos cuernos en la cabeza, lengua de serpiente y cresta.
- Lahmu (‘peludo’).
- Ugallu (‘gran bestia de las tormentas’), demonio de las tormentas con cabeza de león y patas de pájaro que aparece en amuletos protectores y figurillas apotropaicas de arcilla amarilla o tamarisco.
- Uridimmu (‘perro aullador o león demente’), con cabeza de hombre y rasgos de perro.
- Girtablullû (‘hombre-escorpión’), híbrido entre hombre con patas y cola de escorpión.
- Umū dabrūtu (‘día feroz’), monstruo híbrido relacionado con las tormentas violentas.
- Kulullû (‘hombre-pez’), con la cabeza, torso y brazos de hombre y piernas de pez.
- Kusarikku (‘hombre-toro’), con los brazos, torso y cabeza de un hombre y las orejas, cuernos y cuartos traseros de un toro.

Los dioses decidieron darle todos sus poderes a Marduk, este venció a Kingu, quien se quedó paralizado de miedo al verlo llegar, y luego a Tiamat, a la que hizo dejar la boca abierta con un vendaval y lanzó una flecha dentro del estómago. Después de esto, de la sangre de Kingu (Luna) nacieron los humanos y a partir del cuerpo de Tiamat, que Marduk (Nibiru) encadenó en los pozos del abismo y partió por la mitad, se creó, de su mitad superior el cielo y de su mitad inferior la tierra firme. Sus lágrimas se convirtieron en las nacientes de los ríos Tigris y Éufrates.

## Mitología comparada
Este mito es paralelo a Púrusha, o Vritrá en la mitología hindú, Cipactli de la religión azteca, Caicai Vilu de la religión mapuche, Amaru de la mitología inca, Nun de la mitología egipcia, Pangu de la mitología china, Tifón en la mitología griega y Tehom del judaísmo y el cristianismo.

## En la fantasía moderna
En la fantasía contemporánea se suele imaginar a Tiamat con rasgos de un dragón occidental. Esto tiene su origen en la franquicia de Dungeons & Dragons. Tiamat aparece por primera vez en 1975, en el suplemento Greyhawk, como una dragona divina, conocida como la ‘Reina dragón’ y la ‘Dragona cromática’. Tiamat, inspirada en la diosa babilónica, es despojada de su imagen como serpiente marina para asimilarse a la de un dragón de cinco cabezas. Muchas criaturas similares a esta versión de Tiamat aparecieron posteriormente. 
Tiamat aparece en la serie de televisión de Dungeons & Dragons (1983) como uno de los villanos. Es uno de los últimos enemigos a derrotar en el primer Final Fantasy (1987), y que protege el Cristal del Viento. Aparece en la serie de anime y videojuego Fate/Grand Order (2015); su última forma, la dracónica, se asemeja a la versión de los mitos babilónicos. También aparece en la novela web The death mage who doesn't want a fourth time (2015), con el nombre de ‘Tiamat, la diosa dragón anciana reina de la montaña’. En Godzilla x Kong: The new empire (2024), Tiamat era un monstruo con características serpentinas que vivía en las profundidades del Ártico y fue derrotada por Godzilla.